# 준군
추상대수학과 범주론에서 준군(準群, 영어: groupoid 그루포이드[*])은 군과 유사한 대수적 구조이나, 그 위의 이항연산이 모든 원소에 대해 정의되어야 한다는 조건이 없다. 즉, 결합법칙을 만족하는 부분적으로 정의된 이항연산이 존재하고, 역원이 항상 존재하는 집합이다.

## 정의

### 대수적 정의
준군 {\displaystyle ({\mathcal {G}},{\mathcal {S}},\cdot )}은 다음과 같은 데이터로 구성된다.
- 집합 {\displaystyle {\mathcal {G}}}
- {\displaystyle {\mathcal {G}}\times {\mathcal {G}}}의 부분 집합 {\displaystyle {\mathcal {S}}\subseteq {\mathcal {G}}\times {\mathcal {G}}}
- {\displaystyle {\mathcal {S}}} 위에 정의된 함수 {\displaystyle \cdot \colon {\mathcal {S}}\to {\mathcal {G}}}. {\displaystyle \cdot (g,h)}를 {\displaystyle gh}로 쓰자.

이 데이터는 다음 조건들을 만족시켜야 한다.
- (결합 법칙) 임의의 {\displaystyle g,h,k\in {\mathcal {G}}}에 대하여, 만약 {\displaystyle (g,h),(h,k)\in {\mathcal {S}}}라면 {\displaystyle (g,hk),(gh,k)\in {\mathcal {S}}}이며, 또한 {\displaystyle g(hk)=(gh)k}이다.
- (역원의 존재) 임의의 {\displaystyle g\in {\mathcal {G}}}에 대하여, 다음 조건을 만족시키는 원소 {\displaystyle g^{-1}\in {\mathcal {G}}}가 존재한다. 이를 {\displaystyle g}의 역원(逆元, 영어: inverse)이라고 한다.
  - (정의역과 공역) {\displaystyle (g,g^{-1})\in {\mathcal {S}}}이자 {\displaystyle (g^{-1},g)\in {\mathcal {S}}}이다.
  - (오른쪽 항등원의 성질) 임의의 {\displaystyle h\in {\mathcal {G}}}에 대하여, 만약 {\displaystyle (h,g)\in {\mathcal {S}}}라면, {\displaystyle hgg^{-1}=h}이다.
  - (왼쪽 항등원의 성질) 임의의 {\displaystyle h\in {\mathcal {G}}}에 대하여, 만약 {\displaystyle (g,h)\in {\mathcal {S}}}라면, {\displaystyle g^{-1}gh=h}이다.

이 공리들로부터 임의의 원소의 역원이 유일함을 보일 수 있으나, (부분적으로 성립하는) 항등원은 유일하지 않다. 즉, 임의의 {\displaystyle g,h\in {\mathcal {G}}}에 대하여 {\displaystyle gg^{-1}\neq hh^{-1}}일 수 있다.

### 범주론적 정의
범주론적으로, 준군 {\displaystyle {\mathcal {G}}}는 모든 사상이 동형 사상인 작은 범주이다. 이 정의는 대수적 정의와 동치이며, 대수적 정의와 범주론적 정의 사이를 다음과 같이 번역할 수 있다.
| 대수적 정의 | 범주론적 정의 |
| --- | --- |
| {\displaystyle {\mathcal {G}}}의 원소 | {\displaystyle {\mathcal {G}}}의 사상                                                                                              |
| {\displaystyle {\mathcal {S}}\subseteq {\mathcal {G}}^{2}}                                                                                          | {\displaystyle \bigsqcup _{A,B,C\in \operatorname {Ob} ({\mathcal {G}})}\hom _{\mathcal {G}}(A,B)\times \hom _{\mathcal {G}}(B,C)} |
| {\displaystyle (g,h)\in {\mathcal {S}}} | {\displaystyle \operatorname {codom} g=\operatorname {dom} h}                                                                      |
| {\displaystyle \{gg^{-1}\colon g\in {\mathcal {G}}\}\subseteq {\mathcal {G}}}                                                                       | {\displaystyle {\mathcal {G}}}의 대상 집합 {\displaystyle \operatorname {Ob} ({\mathcal {G}})}                                     |
| {\displaystyle gg^{-1},hh^{-1}\in {\mathcal {G}}}에 대하여, {\displaystyle \{k\in {\mathcal {G}}\colon (gg^{-1},k),(k,hh^{-1})\in {\mathcal {S}}\}} | {\displaystyle A,B\in \operatorname {Ob} ({\mathcal {G}})} 사이의 사상 집합 {\displaystyle \hom _{\mathcal {G}}(A,B)}              |
| 이항 연산 {\displaystyle \cdot \colon {\mathcal {S}}\to {\mathcal {G}}}                                                                             | 사상의 합성 |

## 예
군의 개념은 하나의 대상을 가진 준군과 동치이다. 이 경우, 군의 원소는 준군의 사상들에 대응한다. 집합의 개념은 항등 사상 밖의 사상을 갖지 않는 준군의 개념과 동치이다. 이 경우, 집합의 원소는 준군의 대상들에 대응한다. 따라서, 작은 범주의 개념이 모노이드의 개념과 집합의 개념을 합성한 것처럼, 준군의 개념은 군의 개념과 집합의 개념을 합성한 것으로 볼 수 있다.

### 작용 준군
군 {\displaystyle G}가 집합 {\displaystyle S} 위에 작용한다고 하자. 그렇다면, 작용의 데이터를 다음과 같이 작용 준군 {\displaystyle \textstyle G\int S}로 여길 수 있다.
- {\displaystyle \textstyle G\int S}의 대상은 {\displaystyle S}의 원소이다.
- {\displaystyle s,t\in S}에 대하여, {\displaystyle \hom _{G\int S}=\{g\in G\colon gs=t\}}이다.

### 기본 준군
위상 공간 {\displaystyle X} 및 {\displaystyle X}의 부분 집합 {\displaystyle S\subseteq X}가 주어졌다고 하자. 그렇다면, 기본 준군 {\displaystyle \Pi (X,S)}은 다음과 같다.
- {\displaystyle \Pi (X,S)}의 대상은 {\displaystyle S}의 원소이다.
- {\displaystyle s,t\in S}에 대하여, {\displaystyle \hom _{\Pi (X,S)}(s,t)}는 {\displaystyle s}에서 {\displaystyle t}로 가는 경로들의 (양끝을 고정시킨) 호모토피류들의 집합이다.

## 역사
하인리히 브란트(독일어: Heinrich Brandt)가 1926년에 도입하였다.

## 같이 보기
- 내적 준군